# بغداد (شمال سيناء)
بغداد هي إحدى القرى التابعة لمركز الحسنة في محافظة شمال سيناء بجمهورية مصر العربية، تقع على تقاطع طريقي الإسماعيلية - العوجة الأوسط مع طريق الحسنة. يحدها من الشمال قرية الريسان، ومن الشرق قرية الغرقدة، ومن الغرب قرية الحمة، ومن الجنوب مدينة الحسنة.

## الاقتصاد
تضم القرية منطقة للصناعات الثقيلة تضم ثلاثة مصانع للأسمنت أهمها مصنع شركة العريش للأسمنت.